# Koronniki
Koronniki, żurawie koroniaste (Balearicinae) – monotypowa podrodzina ptaków z rodziny żurawi (Gruidae). 

## Zasięg występowania
Podrodzina obejmuje gatunki występujące w Afryce na południe od Sahary. 

## Charakterystyka
Długość ciała 100–110 cm, rozpiętość skrzydeł 180–200 cm; masa ciała 3000–4000 g. Najbardziej charakterystyczną cechą jest imponująca korona z piór na głowie. W przeciwieństwie do innych ptaków z rodziny żurawi, koronniki siadają na drzewach, budują tam też gniazda. Koronniki są w Afryce obdarzane szacunkiem ze względu na swą dostojność i szlachetność. Koronnik szary (Balearica regulorum) został wybrany symbolem Ugandy i znajduje się w centralnym punkcie flagi państwowej tego kraju oraz na jego godle. Podczas panowania brytyjskiego był umieszczany na wojskowych odznakach, które nosili żołnierze ugandyjscy.

## Systematyka

### Etymologia
Balearica: łac. grui Balearicae „żuraw z Balearów z czubem na głowie” wymieniony przez Pliniusza; oparte na „Grus Balearica” Ulissesa Aldrovandiego z 1599 roku, Ardea pavonina Karola Linneusza z 1758 roku oraz wielu innych odniesień. Nie wiadomo do jakiego gatunku odniósł się Pliniusz, a nawet jeśli był to jakiś rodzaj żurawia, to żuraw stepowy (Grus virgo) niegdyś pojawiał się w Hiszpanii, a wciąż migruje przez doliny Nilu i jest też możliwe, że w czasach antycznych koronnik czarny odbywał lęgi w delcie Nilu lub na bagnach Tunezji. Aldrovandi zastosował nazwę grus Balearica do koronnika czarnego, Willughby w publikacji wydanej w 1676 roku przetłumaczył to jako „żuraw z Balearów”.

### Podział systematyczny
Do podrodziny należy rodzaj Balearica obejmujący gatunki:
- Balearica regulorum (E.T. Bennett, 1834) – koronnik szary
- Balearica pavonina (Linnaeus, 1758) – koronnik czarny